# Ramularia theicola
Ramularia theicola är en svampart som beskrevs av Curzi 1926. Ramularia theicola ingår i släktet Ramularia och familjen Mycosphaerellaceae.   Inga underarter finns listade i Catalogue of Life.